# ハレド・ボルヘッティ
ハレド・フランシスコ・ボルヘッティ・エチェベリア（Jared Francisco Borgetti Echeverría, 1973年8月14日 - ）は、メキシコ出身のサッカー選手。ポジションはセンターフォワード。

## 経歴
1997年のエクアドル戦で代表デビューを果たし、この試合で初ゴールも記録する。しかし、当時の豪華な攻撃陣に割って入ることはできず2000年まで代表から遠ざかる。復帰後すぐさま訪れた2002年日韓W杯北中米・カリブ海予選トリニダード・トバゴ戦でハットトリックを記録し代表定着の足がかりとした。その後の予選試合で3得点を追加し本大会出場に貢献、本大会でもイタリア戦での先制ゴールを決めるなど大活躍を見せた。
2006年ドイツW杯北中米・カリブ海予選でも14ゴールを決め、本大会出場メンバーに選出。本選ではグループリーグ初戦で負傷退場する不運もあったが、決勝トーナメント1回戦・対アルゼンチン戦で戦列に戻り、激しい当たりをものともしないフィジカルと強烈なシュートで再三アルゼンチンゴールを脅かすなど、存在感を見せ付けた。
代表通算46得点をあげ、2017年にハビエル・エルナンデスに抜かれるまで、メキシコ代表の歴代最多得点記録者であった。
尚、身長に関しては2000年頃は185cmと表記されていたがクルス・アスル所属時代にはオフィシャルサイトでは180cmと表記されており、他にも182cm、183cmといった様々な表記が見られる。

## 代表歴

### 出場大会
- メキシコ代表
  - 2002 FIFAワールドカップ
  - 2006 FIFAワールドカップ

### 試合数
- 国際Aマッチ 89試合 46得点（1997年-2008年）[2]

| メキシコ代表 | 国際Aマッチ | 国際Aマッチ |
| 年           | 出場        | 得点        |
| ------------ | ----------- | ----------- |
| 1997         | 1           | 1           |
| 1998         | 0           | 0           |
| 1999         | 0           | 0           |
| 2000         | 6           | 4           |
| 2001         | 18          | 6           |
| 2002         | 9           | 4           |
| 2003         | 11          | 3           |
| 2004         | 11          | 10          |
| 2005         | 16          | 9           |
| 2006         | 5           | 1           |
| 2007         | 9           | 5           |
| 2008         | 3           | 3           |
| 通算         | 89          | 46          |